# Josef Bohumír Mikan

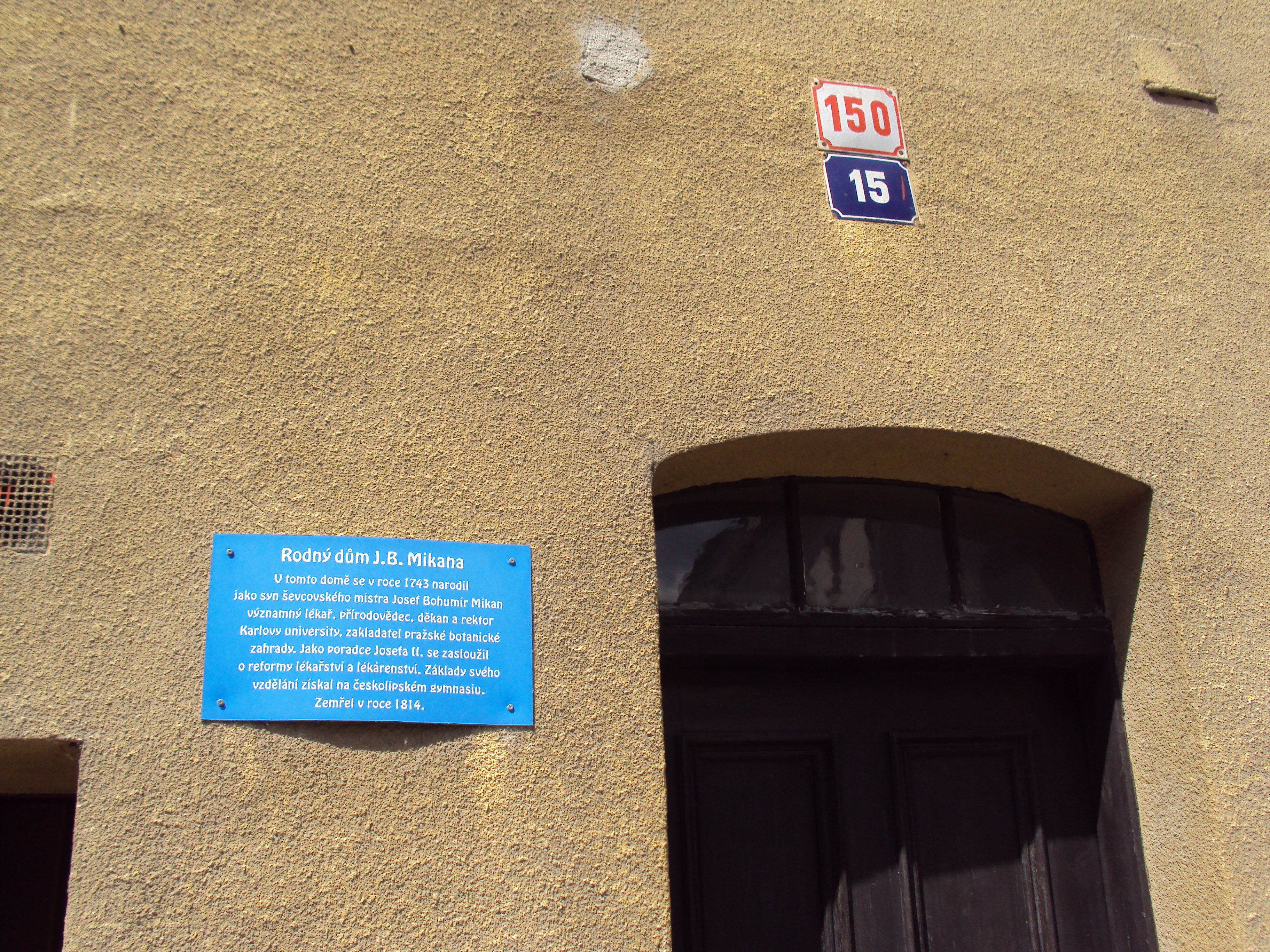
Pamětní deska v České Lípě, ulici Prokopa Holého

Josef Bohumír Mikan (německy Joseph Gottfried Mikan; 3. září 1743 Česká Lípa – 7. srpna 1814 Praha) byl lékař, botanik, profesor a rektor Karlovy univerzity, zakladatel pražské univerzitní botanické zahrady.

## Život
Josef Mikan se narodil v německé rodině ševcovského mistra v České Lípě, v Ševcovské, dnes ulici Prokopa Holého. Studoval zprvu na farní škole, potom na zdejším latinském gymnáziu, kde získal středoškolské základy vzdělání. Ve studiích pokračoval v Drážďanech, v Praze a Vídni. Zvládl 8 jazyků.
Svou první lékařskou praxi měl v severočeských lázních Teplice. Zde se mu narodily děti a zemřela žena.
Byl významným přírodovědcem, lékařem, doktorem medicíny a filosofie a již ve věku 32 let se stal 1. května 1775 historicky prvním řádným profesorem chemie na lékařské fakultě pražské univerzity. Zde se zasloužil o vznik chemické laboratoře. Později se stal děkanem a v roce 1799 i na rok rektorem Karlovy university, kde strávil jako učitel 37 let života. Na odpočinek odešel roku 1811.
Byl v roce 1775 zakladatelem pražské univerzitní botanické zahrady na Smíchově. Stal se poradcem císaře Josefa II, zdravotním radou a přičinil se o reformy lékařství a lékárnictví. Zasloužil se o úpravy Malostranského hřbitova.
Zemřel 7. srpna 1814 v Praze a byl pohřben na Malostranském hřbitově.

## Posmrtné připomínky
- Město Česká Lípa na jeho rodný dům v ulici Prokopa Holého umístilo pamětní desku.

Je po něm pojmenován rod Mikania Willd. (Asteraceae).

## Dílo
- 1769 – Criteria aquarum in dissertatione inaugurali
- 1776 – Catalogus plantarum omnium juxta systematis vegetabilium Caroli a Linné editionem novissimam in usum horti botanici Pragensia
- 1783 – Dispensatorium Pauperum A Facultate Medica Pragensi concinnatum
- 1784 – Schuldige Nachricht an ein wahrheitliebendes Publikum
- 1786 – Dispensatorium oder Arzneiverzeichniß für Arme
- 1834 – Eine von Dr. Gussone auf europäischem Boden entdeckte Stapelia, als neue Gattung aufgestellt und beschreiben